# 中田車站 (神奈川縣)
中田車站（日语：／ Nakada eki */?）是一個位於神奈川縣橫濱市泉區中田南三丁目，屬於橫濱市營地下鐵藍線（1號線）的鐵路車站。車站編號是B04。

## 車站構造
島式月台1面2線的地底車站。
| 月台 | 路線          | 目的地         |
| ---- | ------------- | -------------- |
| 1    | 藍線（1號線） | 湘南台方向     |
| 2    | 藍線（1號線） | 橫濱、薊野方向 |

## 利用狀況
2016年度的1日平均上下車人次為17,785人。
開業以來各年1日平均上下、上車人次推移如下表。
| 年度               | 1日平均 上下車人次 | 1日平均 上車人次 | 來源     |
| ------------------ | ------------------ | ---------------- | -------- |
| 1999年（平成11年） | 7,171              | 3,609            | [ * 1 ]  |
| 2000年（平成12年） | 12,223             | 6,156            | [ * 1 ]  |
| 2001年（平成13年） | 13,383             | 6,732            | [ * 2 ]  |
| 2002年（平成14年） | 13,784             | 6,992            | [ * 3 ]  |
| 2003年（平成15年） | 14,058             | 7,156            | [ * 4 ]  |
| 2004年（平成16年） | 14,754             | 7,396            | [ * 5 ]  |
| 2005年（平成17年） | 15,182             | 7,682            | [ * 6 ]  |
| 2006年（平成18年） | 15,444             | 7,809            | [ * 7 ]  |
| 2007年（平成19年） | 15,774             | 7,921            | [ * 8 ]  |
| 2008年（平成20年） | 16,009             | 8,003            | [ * 9 ]  |
| 2009年（平成21年） | 16,534             | 8,260            | [ * 10 ] |
| 2010年（平成22年） | 16,715             | 8,358            | [ * 11 ] |
| 2011年（平成23年） | 16,540             | 8,274            | [ * 12 ] |
| 2012年（平成24年） | 16,792             | 8,394            | [ * 13 ] |
| 2013年（平成25年） | 17,244             | 8,608            | [ * 14 ] |
| 2014年（平成26年） | 16,930             | 8,441            | [ * 15 ] |
| 2015年（平成27年） | 17,372             | 8,662            | [ * 16 ] |
| 2016年（平成28年） | 17,785             | 8,865            |          |

備註
1. ↑  1999年8月29日開業。

## 電影取景地
《大搜查線》的外傳電影《交渉人真下正義》在拍攝期間，本來要借用東京地下鐵的多個車站拍攝，但東京都交通局考慮到易讓人想起1995年發生的東京地鐵沙林毒氣事件而否決申請。劇組因此只能向日本全國多個地下鐵申請拍攝，其中片中虛構的「東陽線九段下站」是在中田車站的月台取景拍攝。電影於2005年5月7日上映。

## 相鄰車站
橫濱市營地下鐵
 藍線（1號線）
■快速、■普通
立場（B03）－中田（B04）－場（B05）

## 外部連結
- 中田站 （页面存档备份，存于） - 橫濱市交通局